# Station Kraków Płaszów
Station Kraków Płaszów is een spoorwegstation in de Poolse plaats Krakau.